# Carel Kneulman
Carel Kneulman (Amsterdam, 15 de desembre de 1915 - Darp, 15 de gener del 2008) va ser un escultor, il·lustrador i artista gràfic neerlandès. És més conegut com el creador dels Lieverdje al carre Spui a Amsterdam.

## Bibliografia

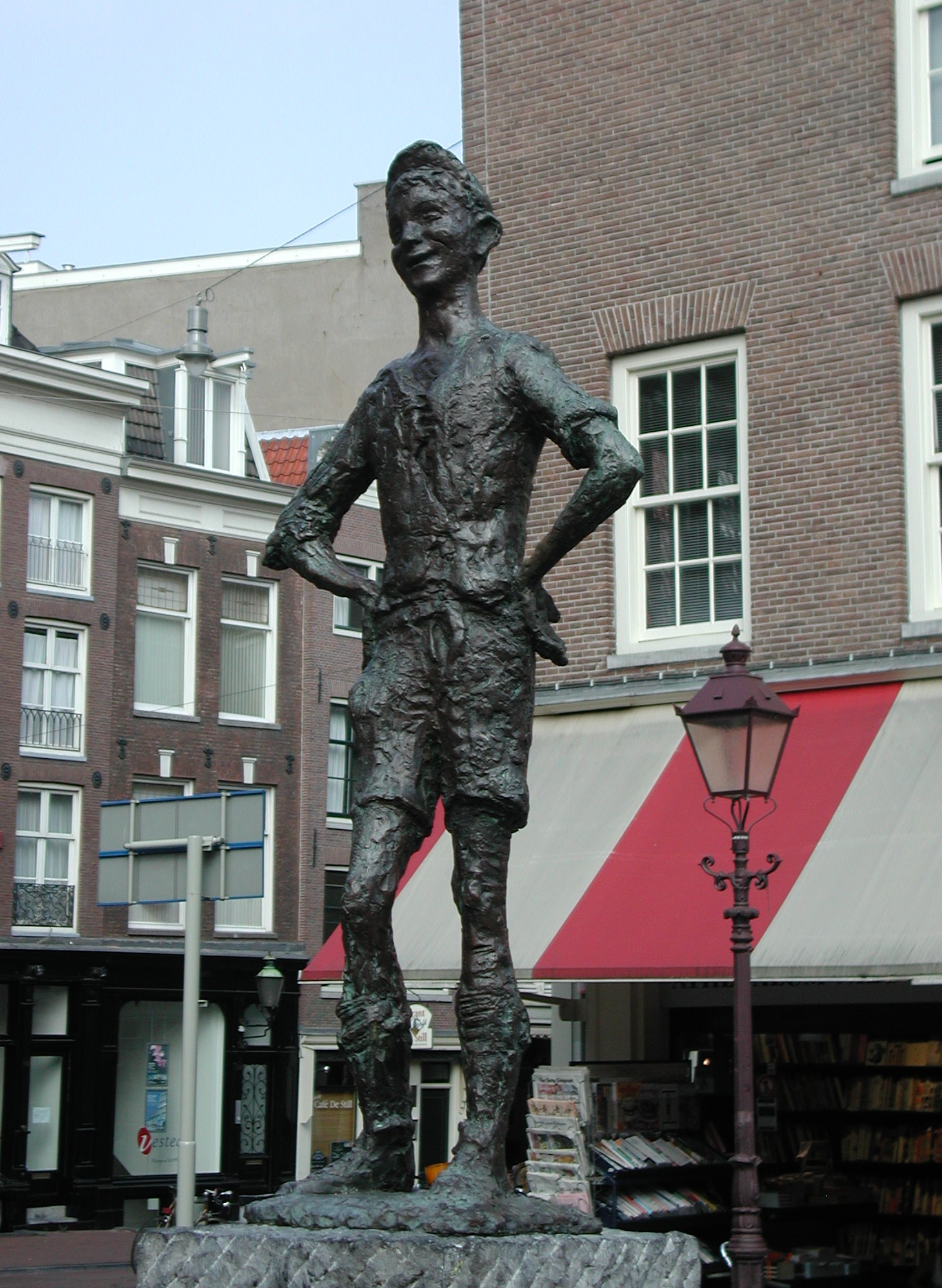
Lieverdje Amsterdam, 1959
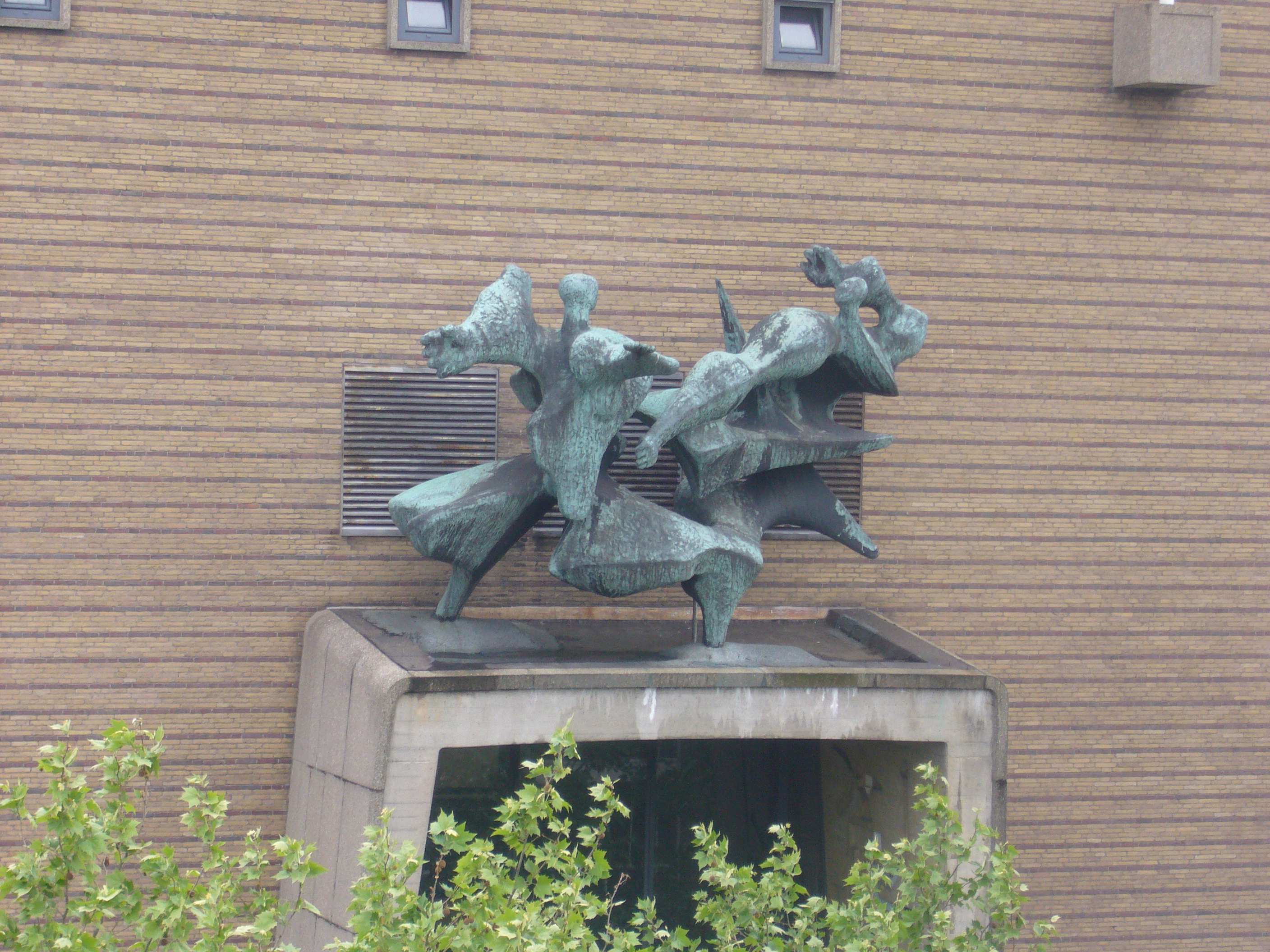
Escultura sobre la porta de la central de policia de La Haia
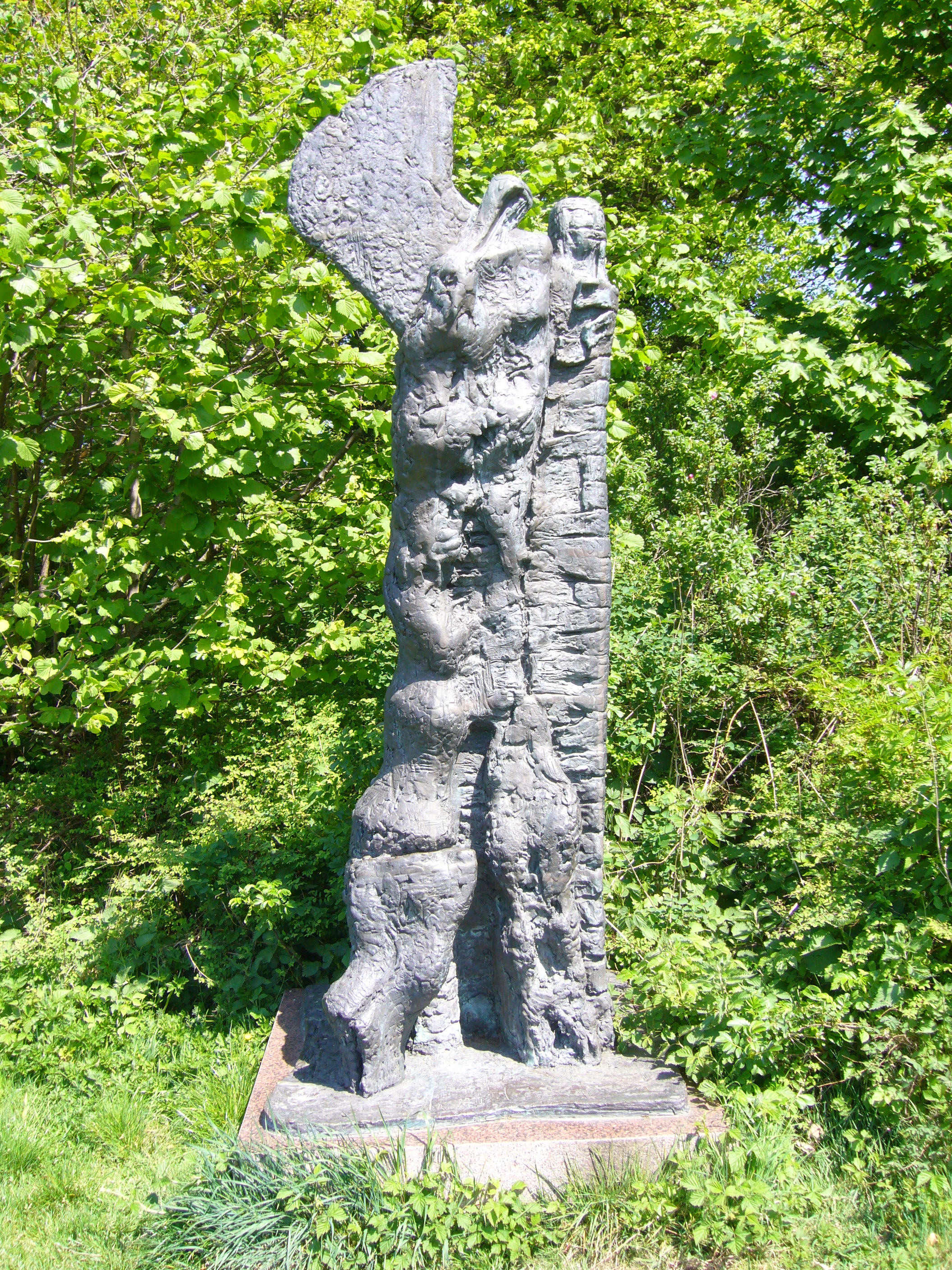
Llàtzer aprèn a caminar de nou (1982), (estàtua en el parc Westbroek) en La Haia
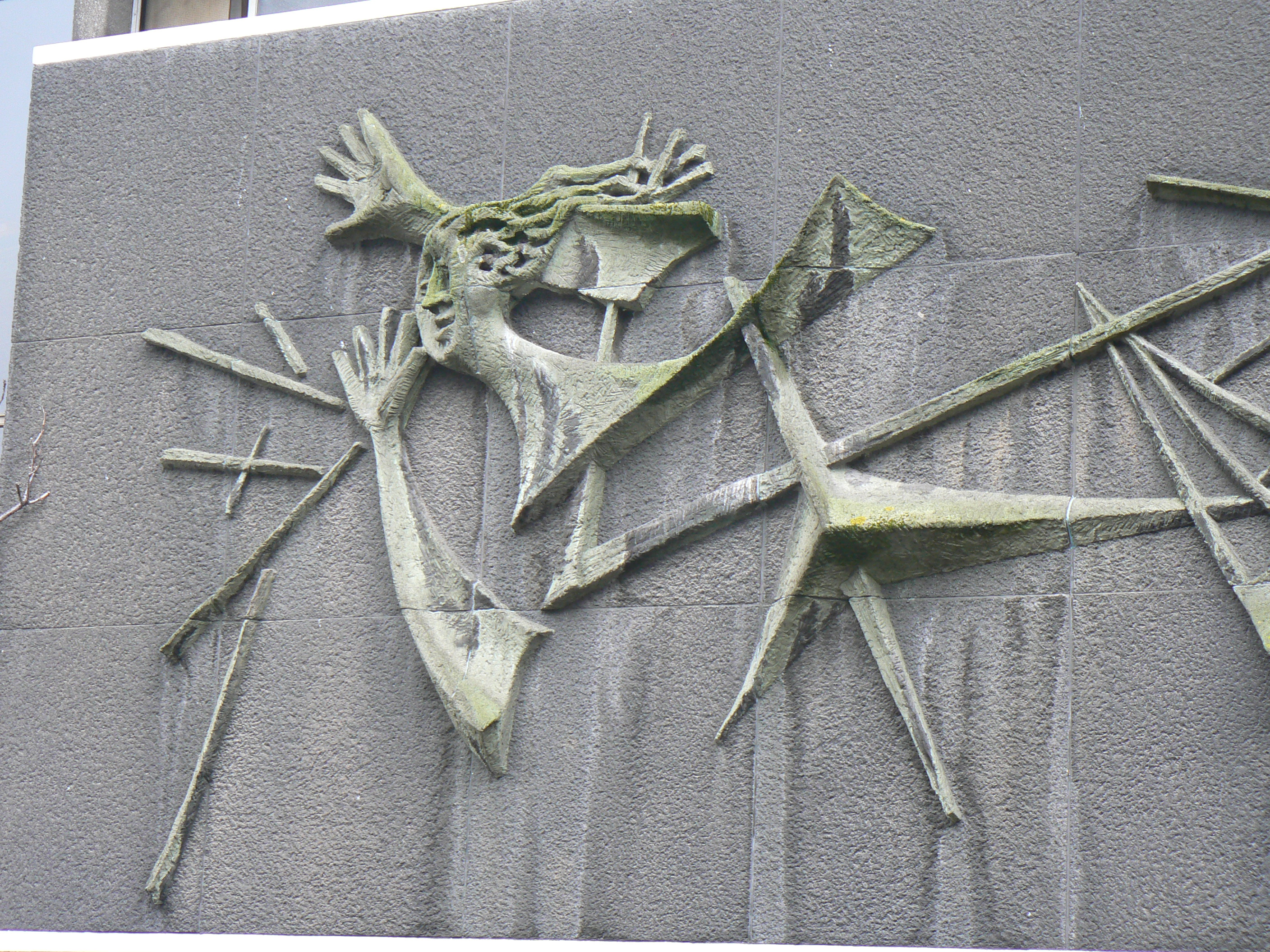
Detall del relleu Thalia en Rotterdam
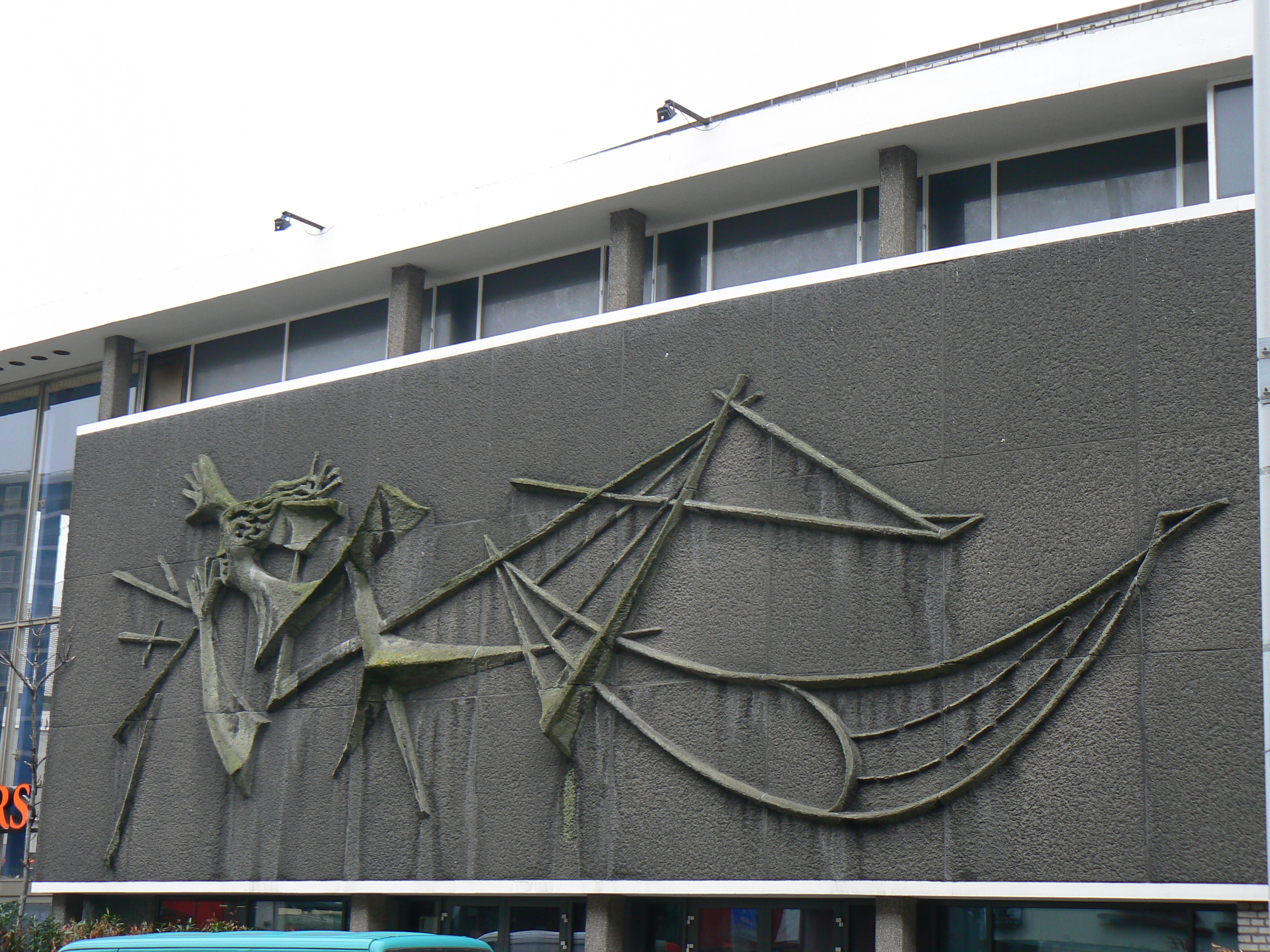
Relleu Thalia en Rotterdam
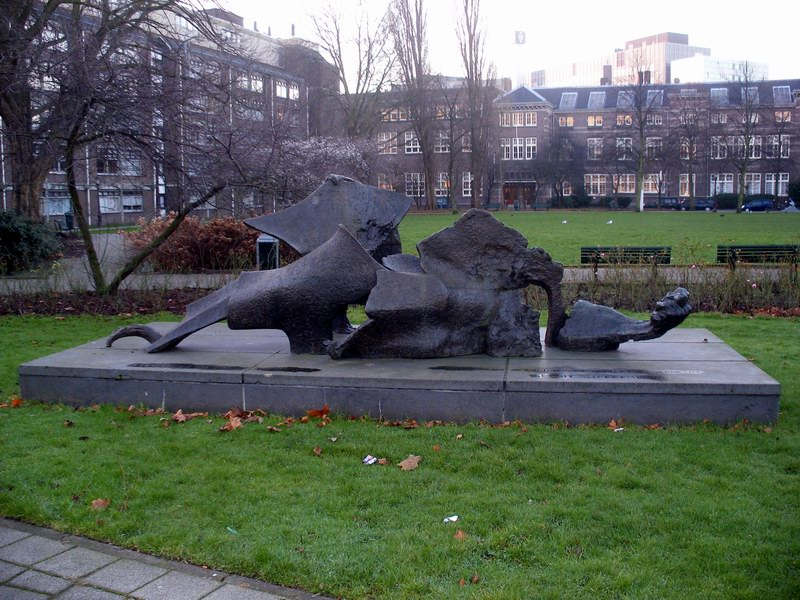
Monument als artistes de la Resistència (1973) Middenlaan Plantage, Amsterdam